# Ручная стимуляция пениса
Ручна́я стимуля́ция пе́ниса (англ. handjob) — сексуальная практика, в которой один из партнёров (женщина или мужчина) производит ручную стимуляцию полового члена второго партнёра — мужчины, как правило, доводя его до оргазма и эякуляции. В отличие от фелляции, в данной сексуальной практике преимущественно используются именно руки, а не рот. Является частным случаем мастурбации.

## Описание
Поскольку мастурбация в данной практике исполняется одним партнёром для другого, а не в одиночестве при самоудовлетворении, ручная стимуляция вполне может считаться отдельным видом секса, отличным от онанизма или орального секса. Ввиду «наглядности» данная сексуальная практика широко представлена в порнографических фильмах и видеороликах, преимущественно в США, где на данную тему даже снимаются отдельные фильмы.

## Распространённость в массажных салонах

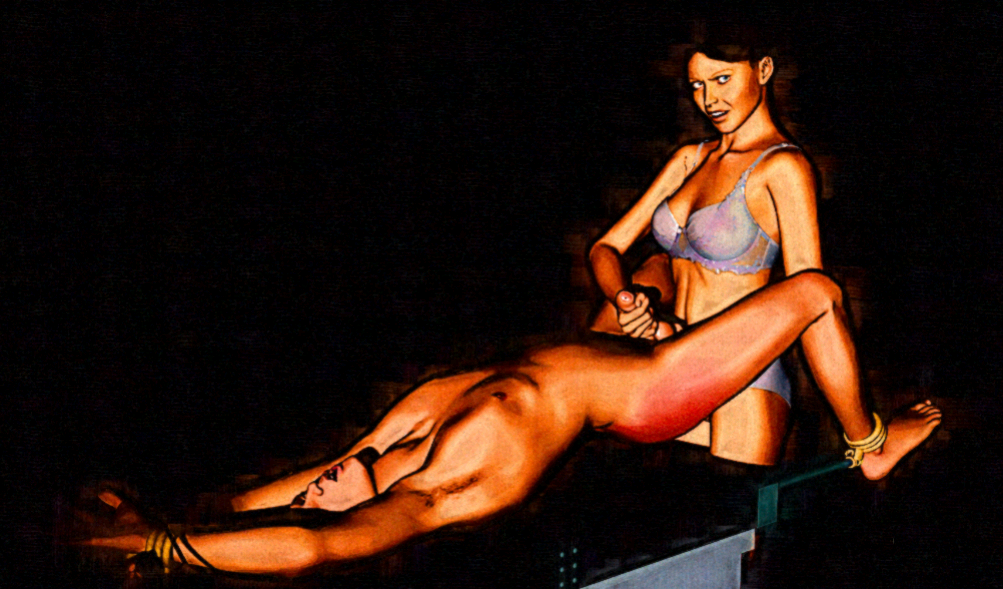
Пример ручной стимуляции пениса в БДСМ

В массажных салонах данная практика обычно называется «счастливый конец» или «полное расслабление». Согласно исследованию 1975 года A. Дж. Веларда, в некоем американском городе западного побережья в одном из салонов проводилась «ручная работа», то есть женщина мастурбировала клиенту, выдавая это за массажные услуги. После освещения этого случая в СМИ местный совет установил требования по лицензированию массажисток, аналогичные тем, которые предъявлялись к проституткам. Сам факт введения этого лицензирования привёл к повышению запросов клиентов: они ожидали, что теперь будет доступно нечто большее, чем ручная стимуляция, а именно половое сношение. Поскольку массажистки сами считали, что им нечего терять, и местный совет уже относился к ним, как к проституткам, они часто соглашались — таким образом уровень проституции в городе возрос. «Ручная работа» и по сей день практикуется в значительном количестве массажных салонов. В некоторых странах предоставление подобных услуг может стать причиной судебного разбирательства.